# Młodzieżowy Ośrodek Socjoterapii im. św. Brata Alberta w Szczecinie
Młodzieżowy Ośrodek Socjoterapii im. św. Brata Alberta w Szczecinie – niepubliczny ośrodek specjalny i placówka opiekuńczo-wychowawcza dla chłopców. MOS prowadzi działalność edukacyjno-terapeutyczną w formie pracy ciągłej, całodobowej (jest placówką nieferyjną). Położony jest w centrum Lasku Arkońskiego.
Ośrodek wraz ze szkołą działa jako niepubliczna placówka oświatowa. Od 2012 roku funkcjonuje w ramach Centrum Edukacyjnego Archidiecezji Szczecińsko-Kamieńskiej. Od roku szkolnego 2017/2018 w Ośrodku znajduje się Specjalna Szkoła Podstawowa im. św. Brata Alberta.

## Historia ośrodka

### XIX wiek
Początki gospodarowania gruntów dzisiejszego ośrodka sięgają pierwszej połowy XIX wieku. Już wówczas istniał zakład wodoleczniczy, przekształcony następnie w zakład kąpielowy, tzw. „rzymską łaźnię”. W obiekcie tym powstał w 1860 roku zakład lecznictwa zimną wodą, lecz zburzono go 30 lat później. W miejsce wyburzonych zabudowań powstał budynek sanatorium zwanego też „zakładem wodoleczniczym” lub „zakładem zdrojowym”
Obecne tam sanatorium było miejscem:
- przyjmowania osób nerwowo chorych oraz okazjonalnie osób chorych fizycznie[b];
- oferującym usługi gastronomiczne[c];
- spotkań spacerowiczów w okresie letnim;
- spotkań saneczkarzy w okresie zimowym;
- imprez kulturalnych, m.in. koncertów i tańców na parkiecie.

### XX wiek
Na oddalonym o kilkaset metrów Wzgórzu Arkony, istniała wieża widokowa wybudowania w 1903 roku, tzw. „Wieża Quistorpa”.
Niedługo po II wojnie światowej obiekt dzisiejszego Młodzieżowego Ośrodka Socjoterapii uzyskał oficjalną nazwę „Uzdrowisko”, który następnie przekształcono w Państwowy Dom Wczasów Dziecięcych i Sanatorium Rehabilitacyjne dla Dzieci o nazwie „Cichy Kącik”.
Od 1991 roku oddział Caritas Archidiecezji Szczecińsko-Kamieńskiej prowadzi w ośrodku Ognisko Świętego Brata Alberta – internat dla chłopców, znajdujących się w trudnej sytuacji życiowej. W 2005 Ognisko przekształcono w Młodzieżowy Ośrodek Socjoterapii.
Na terenie ośrodka, prowadzonego wówczas przez księdza Andrzeja Dymera, miały miejsce regularne akty dokonywanego przez niego wykorzystywania seksualnego chłopców w wieku nastoletnim, m.in. wychowanków.

## Architektura ośrodka
Bryła budynku usytuowana jest na terenie o znacznym stopniu nachylenia. Bryła ta murowana jest z cegły, gdzie zachowano elementy o konstrukcji ryglowej. Budynek otoczony jest dwupoziomową, drewnianą werandą. W latach 90. XX wieku w budynku dobudowano kuchnię. W kaplicy obecna jest polichromia autorstwa A. Malinowskiego z 2006 roku.

## Przyroda w ośrodku

### Flora
Na posesji ośrodka okazy roślinne, zaliczają się do nich...
1. ... na posesji:
  - cis pospolity (Taxus baccata)[e]
  - jodła kaukaska (Abies nordmaniana)
  - kuningamia chińska (Cunninghamia lanceolata)
  - świerk pospolity (Picea abies)[f]
2. ... nad „stawem”:
  - magnolia drzewiasta (zaostrzona) (Magnolia acuminata)[g]
  - kasztan jadalny (Castanea sativa)[h]

Przyrodę znajdującą się na terenie obiektu, wraz z propozycją ponownego zagospodarowania, szczegółowo opisuje jedna z prac magisterskich napisana w 2008 roku na Akademii Rolniczej w Szczecinie.

## Cele ośrodka
Do zadań ośrodka należą:
- udzielanie pomocy edukacyjno–terapeutycznej młodzieży męskiej w wieku gimnazjalnym z zaburzeniami zachowania i zagrożonej niedostosowaniem społecznym
- eliminowanie przyczyn oraz przejawów zaburzeń w zachowaniu poprzez przygotowywanie do życia zgodnego z obowiązującymi normami społecznymi i prawnymi
- przygotowanie wychowanków do dalszego życia, usamodzielnienia, do wyboru dalszej drogi kształcenia i wyboru zawodu

Jak deklaruje dyrekcja, ośrodek przykłada uwagę w szczególności do:
- tworzenia domowej atmosfery,
- poczucia bezpieczeństwa,
- nawiązywania poprawnych relacji interpersonalnych,
- prawidłowej i życzliwej  komunikacji z drugą osobą,
- oraz wzajemnego zaufania i więzi między pracownikami (nauczycielami, wychowawcami, pracownikami niepedagogicznymi) a wychowankami;

kierując się przy tym:
- zasadami etyki katolickiej w pedagogice i wychowaniu,
- obowiązującym prawem,
- zarządzeniami organów nadzorujących pracę Ośrodka,
- dobrem wychowanków,
- troską o ich zdrowie i rozwój osobowy podopiecznych.

## Podmioty partnerskie
Ośrodek współpracuje z następującymi podmiotami:
- Wiking.
- US Instytut Pedagogiki
- Teatr Kana
- Szkoła Mediacji
- Szkoła Podstawowa nr 14 w Szczecinie
- PTTK Szczecin
- Policja Pogodno
- Pałac Młodzieży
- OFFicyna
- „Hamlet w Kapturze”